# Flying Fish Cove

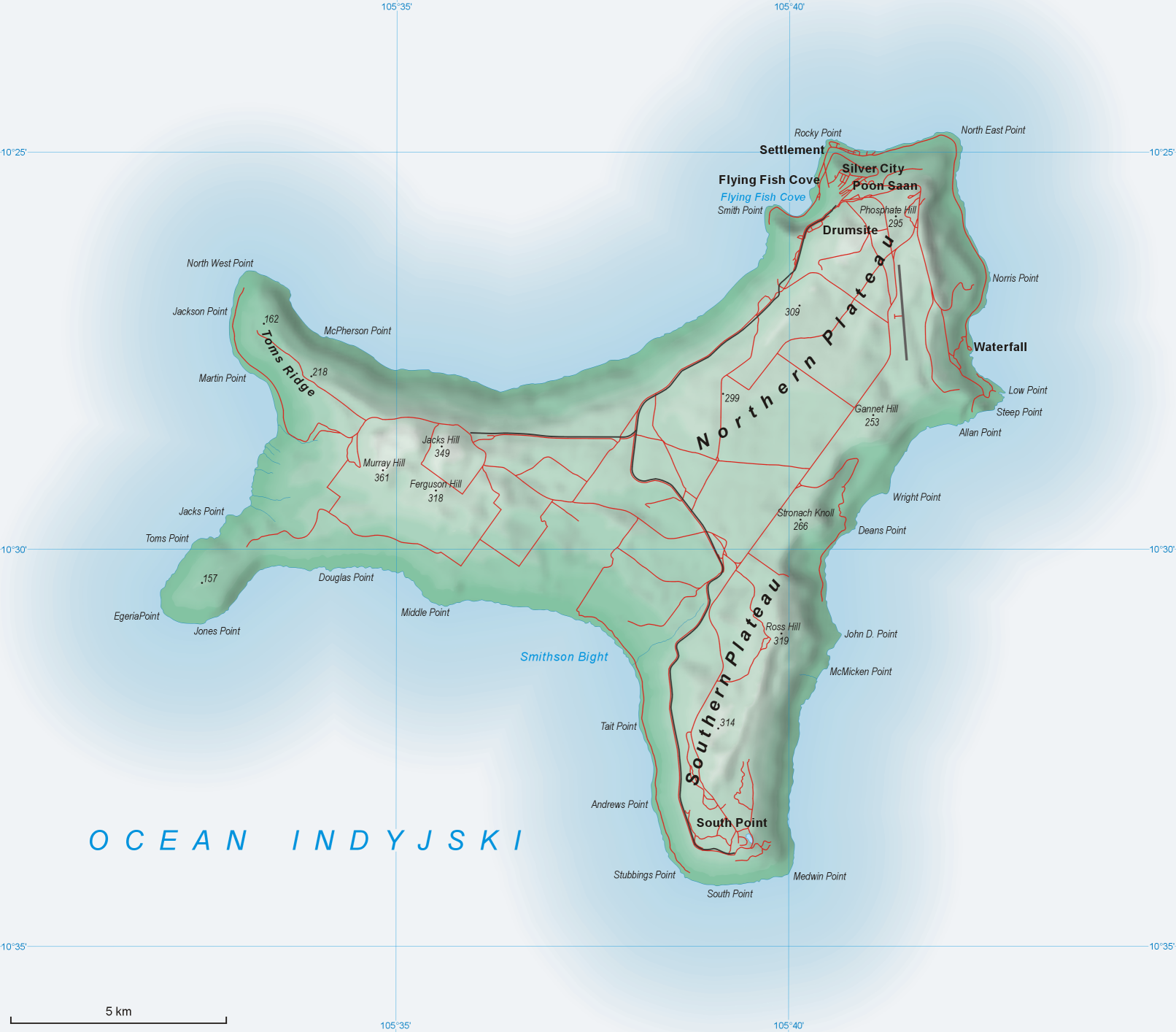
Mapa Wyspy Bożego Narodzenia z zaznaczonym Flying Fish Cove

Flying Fish Cove to stolica Wyspy Bożego Narodzenia (australijskiego terytorium zależnego), położona na północno-wschodnim wybrzeżu.
We Flying Fish Cove żyją prawie wszyscy mieszkańcy wyspy. Znajduje się tam niewielki port obsługujący jachty oraz pas startowy kilka kilometrów na południe od osady. W pobliskich wodach można nurkować. Miejscowość składa się z kilku dzielnic, w tym Drumsite, Silver City, Poon Saan oraz The Settlement. Ostatnia z tych dzielnic często błędnie podawana jest jako stolica terytorium.